# ARFU Asian Rugby Championship 1992
L'Asian Rugby Championship 1992 (in inglese 1992 ARFU Asian Rugby Championship) fu il 13º campionato asiatico di rugby a 15 organizzato dall'ARFU, organismo continentale di governo della disciplina.
Si tenne tra il 19 e il 26 settembre 1992 a Seul e vide il ritorno alla vittoria del Giappone dopo otto anni di digiuno in cui il titolo fu appannaggio dei rivali coreani, padroni di casa e campioni in carica.
Secondo una formula ormai in uso da diverse edizioni, il campionato si tenne tra otto squadre divise su due gironi da quattro squadre ciascuno, la prima classificata di ognuno dei quali avrebbe disputato la finale per il titolo, mentre la seconda classificata si sarebbe conteso il terzo posto nella finale di consolazione.
Per la prima volta nella storia del torneo la squadra campione in carica non difese il proprio titolo in finale: la Corea del Sud, infatti, fu battuta nella fase a gironi da Hong Kong che vinse il proprio raggruppamento a punteggio pieno guadagnando il diritto di sfidare in finale il Giappone.
I nipponici si ripresero la corona continentale, indossata per l'ultima volta nel 1984, battendo i neo rivali hongkonghesi per 37-9.
Fu il primo torneo asiatico a essere disputato con la meta valevole 5 punti, modifica approvata dall'International Rugby Football Board entrata in vigore pochi mesi prima.

## Squadre partecipanti
| Girone A      | Girone B      |
| ------------- | ------------- |
| Giappone      | Corea del Sud |
| Singapore     | Hong Kong     |
| Sri Lanka     | Malaysia      |
| Taipei cinese | Thailandia    |

## Fase a gironi

### Girone A
| Data              | Incontro                    | Risultato | Sede |
| ----------------- | --------------------------- | --------- | ---- |
| 20 settembre 1992 | Giappone XV — Singapore     | 120-3     | Seul |
| 20 settembre 1992 | Taipei cinese — Sri Lanka   | 35-9      | Seul |
| 22 settembre 1992 | Giappone XV — Singapore     | 89-3      | Seul |
| 22 settembre 1992 | Taipei cinese — Sri Lanka   | 66-10     | Seul |
| 24 settembre 1992 | Giappone XV — Taipei cinese | 16-6      | Seul |
| 24 settembre 1992 | Singapore — Sri Lanka       | 0-15      | Seul |

#### Classifica
|    | Squadra       | G | V | N | P | P+  | P-  | P±   | PT |
| -- | ------------- | - | - | - | - | --- | --- | ---- | -- |
| A1 | Giappone      | 3 | 3 | 0 | 0 | 225 | 12  | +213 | 6  |
| A2 | Taipei cinese | 3 | 2 | 0 | 1 | 107 | 35  | +72  | 4  |
|    | Sri Lanka     | 3 | 1 | 0 | 2 | 27  | 134 | -107 | 2  |
|    | Singapore     | 3 | 0 | 0 | 3 | 13  | 191 | -178 | 0  |

### Girone B
| Data              | Incontro                   | Risultato | Sede |
| ----------------- | -------------------------- | --------- | ---- |
| 19 settembre 1992 | Malaysia — Thailandia      | 6-53      | Seul |
| 19 settembre 1992 | Hong Kong — Corea del Sud  | 20-13     | Seul |
| 21 settembre 1992 | Corea del Sud — Thailandia | 97-9      | Seul |
| 21 settembre 1992 | Hong Kong — Malaysia       | 76-3      | Seul |
| 23 settembre 1992 | Corea del Sud — Malaysia   | 135-3     | Seul |
| 23 settembre 1992 | Hong Kong — Thailandia     | 51-13     | Seul |

#### Classifica
|    | Squadra       | G | V | N | P | P+  | P-  | P±   | PT |
| -- | ------------- | - | - | - | - | --- | --- | ---- | -- |
| B1 | Hong Kong     | 3 | 3 | 0 | 0 | 147 | 29  | +118 | 6  |
| B2 | Corea del Sud | 3 | 2 | 0 | 1 | 245 | 32  | +213 | 4  |
|    | Thailandia    | 3 | 1 | 0 | 2 | 75  | 154 | -79  | 2  |
|    | Malaysia      | 3 | 0 | 0 | 3 | 12  | 264 | -252 | 0  |

## Finali

### Finale per il 3º posto
| Seul 26 settembre 1992 | Corea del Sud | 59 – 17 referto | Taipei cinese | Tongdaemun Stadium |

### Finale
| Arbitro: | You Ki dong |

|                      |      |                                                 |
|                      | mt   | 11’ Takahashi 21’, 78’ Oto 45’, 71’, 80+1’ Latu |
|                      | tr   | 71’, 80+1’ Owashi                               |
| Spowart 3’, 31’, 42’ | c.p. | 27’ Owashi                                      |